# 業務用天幕

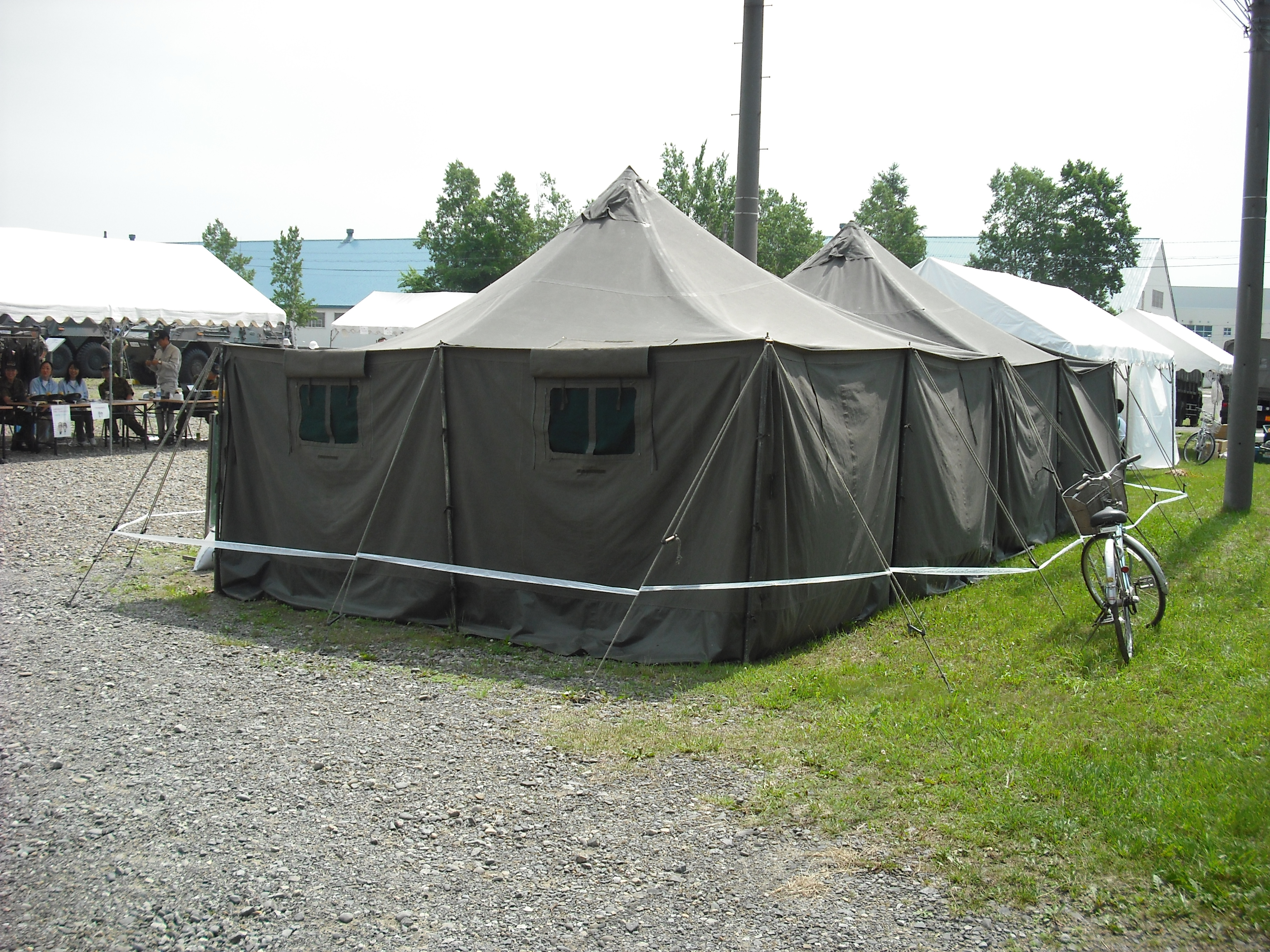
業務用天幕2号（改）

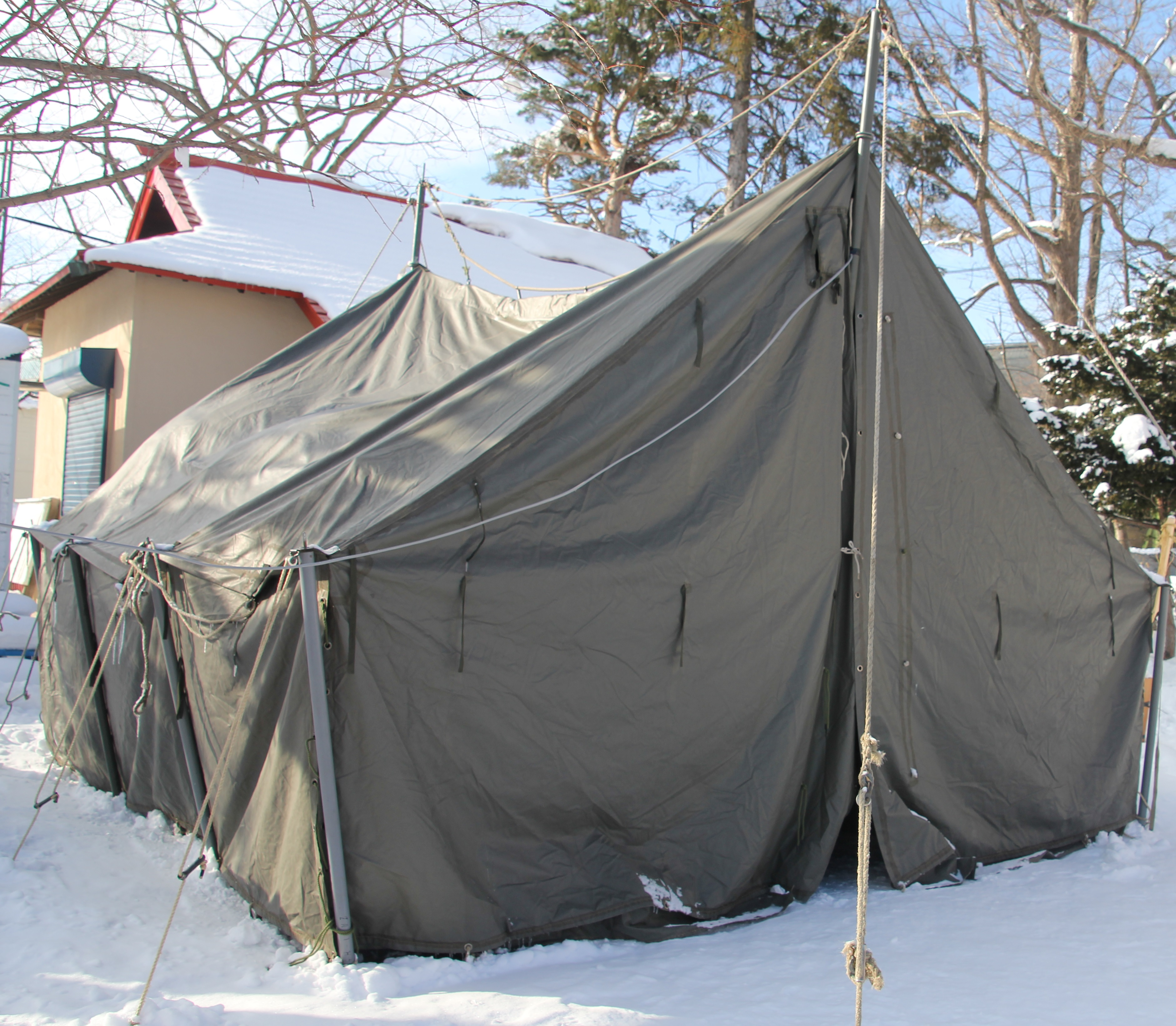
屋根型天幕1号、主として中隊以上の幕僚活動や軽車両・火器や補給品の軽作業などでも使用されているもの

業務用天幕 （ぎょうむようてんまく）は、陸上自衛隊の装備。なお、本項では1号、2号、一般用及び主として各種業務や活動で使用する屋根型天幕も記述する。

## 諸元
一般用の諸元
- 全長：5000mm
- 全高：2700mm
- 全幅：5000mm
- 軒高：1800mm
- 床面積：25m2

## 特徴
- 業務用天幕1号

大隊規模以上の部隊指揮所用として使用されるほか、宿営用、補給品や資材の保管に使用される。初期タイプは幕舎入口付近にある支柱部分以外は基本的に端に行くほど天井が低くなり、幕端では大人の胸程度の高さになることから出入りに支障があった。
現在は、後述の業務用天幕，一般用（2張分）に換装されている。
- 業務用天幕２号・同２号（改）

中隊規模の部隊指揮所に使用されるほか、野外整備所、補給品や資材の保管、宿営用などに使用される。
１号と同様、初期型は幕端が大人の胸の高さであり、後に導入された改良型では幕端でも身長ほどの高さとなり幕内の移動が容易になった。
- 屋根型天幕1号

高さ3メートル程度、幅4メートル奥行き5メートル程度で、主として隊員の休憩や作業資材の格納保管、軽車両の整備や野外炊事、補給資材の整備・中隊規模の作戦会議などでも使用される。
現在は、後述の業務用天幕，一般用に換装されている。
- 屋根型天幕2号

高さ3メートル程度、幅6メートル程度で、主として炊事作業や配食の他に管理野営等の宿営時における本部や幕僚の休憩所としての利用されることもある。
- 業務用天幕，一般用

一般用のみ中央に支柱がなく、単体または連結して使用することが出来る。基本的に病院天幕と似ている。
- 整備所天幕2型，一般用

野外における大型装備の整備業務に使用される。

## 製作
- 帝国繊維
- トスコ
- クラレ
- ユニチカ